# 오발탄
《오발탄》(誤發彈)은 작가 이범선의 단편 소설로서, 1959년에 써졌다.
월남한 사람들의 당시 1950~1960년대 생활상을 소재로 하고 있다. 당시의 비참한 시대 상황을 '인간에 대한 사회의 학대와 배신이 얼마나 철저하게 잔혹한 것인가를 강력히 추궁'하는 고발문학으로서의 성격이 잘 나타나 있다.

## 줄거리
주인공 송철호는 한국 전쟁 이전에 월남해 와서 해방촌의 판잣집에 살면서 계리사 사무실의 서기로 일하고 있다. 실성해서 누워 있는 어머니는 월남한 이후 7년 동안 이어온 남쪽에서의 삶을 통째로 부정하고, 옛날 이북에서의 고향의 삶으로 돌아가자는 듯 끊임없이 ’가자‘를 되뇌고, 음대 출신으로 한때 상당한 미인이었던 아내는 자신이 미인이었다는 사실조차 까맣게 잊고 말을 잃어 가고, 누이동생 명숙은 양공주가 되었고, 어린 딸아이는 영양실조로 여위어 간다. 제대군인인 동생 영호는 양심과 윤리와 관습과 법을 훌훌 벗어던지며 인간답게 살것을 말한다. 하지만 결국 동생 영호의 한번 인간답게 살아보겠다는 결심에도 불구하고 영호는 결국 경찰서에 들어가고 만다. 또한 철호의 아내가 출산 도중 죽게 된다. 낙심하고 절망하는 철호는...결국 이를 4개나 뽑은후 빈혈이 찾아온 상태로 택시를 타는데 목적지를 확실히 정하지 못하는게 오발탄처럼 되었다.